# Col des Brosses (Rhône)
Pour les articles homonymes, voir Col des Brosses.
Le col des Brosses est un col routier des monts du Lyonnais, sur le territoire de la commune de Montromant dans le département du Rhône (France).

## Géographie
Il est situé sur la D 489, entre les villages d'Yzeron et de Duerne, et s'élève à 866 m d'altitude.
L'Yzeron prend sa source à proximité.

## Activités

### Cyclisme
Le col est franchi lors de la 12e étape du Tour de France 2014, où il est classé en 3e catégorie, avec un passage en tête du Néerlandais Sebastian Langeveld, et lors de la 14e étape du Tour de France 2020, où il n'est pas classé.

### Randonnée
Le sentier de grande randonnée 7 ici couplé avec le Tour des monts du Lyonnais passe à environ 200 m au nord-est.